# Sądów (Dolice)
Sądów (deutsch Sandow) ist ein Dorf in der Landgemeinde (Gmina) Dolice (Dölitz in Pommern) im Powiat Stargardzki (Stargarder Kreis) der polnischen Woiwodschaft Westpommern.

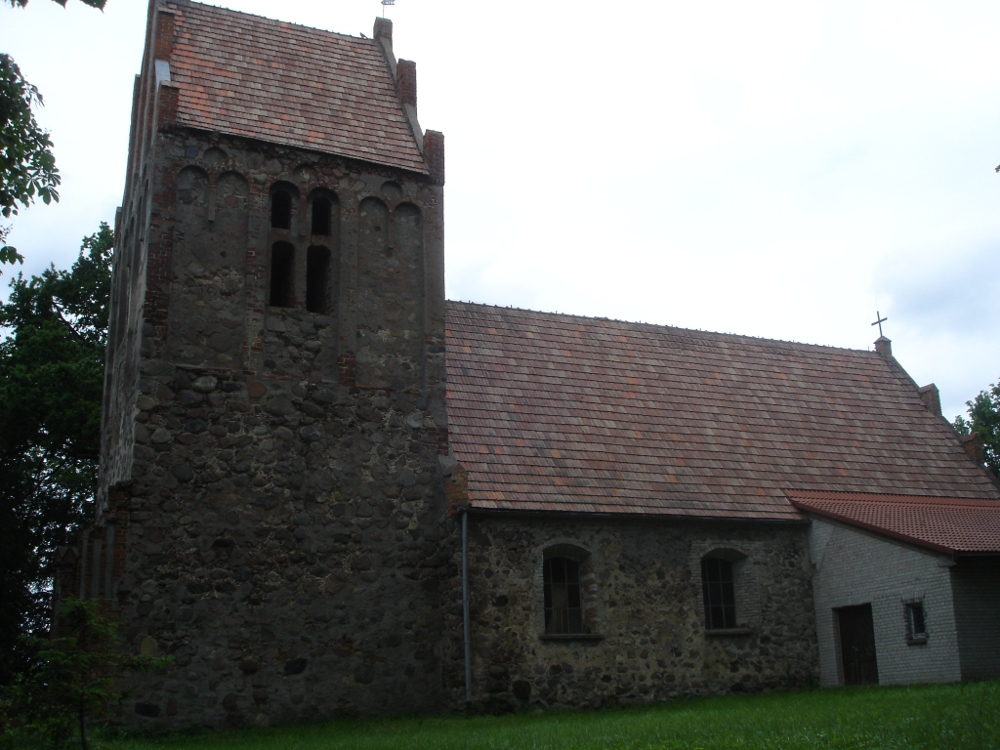
Dorfkirche, bis 1945 Gotteshaus der evangelischen Gemeinde Sandow (Aufnahme 2010)

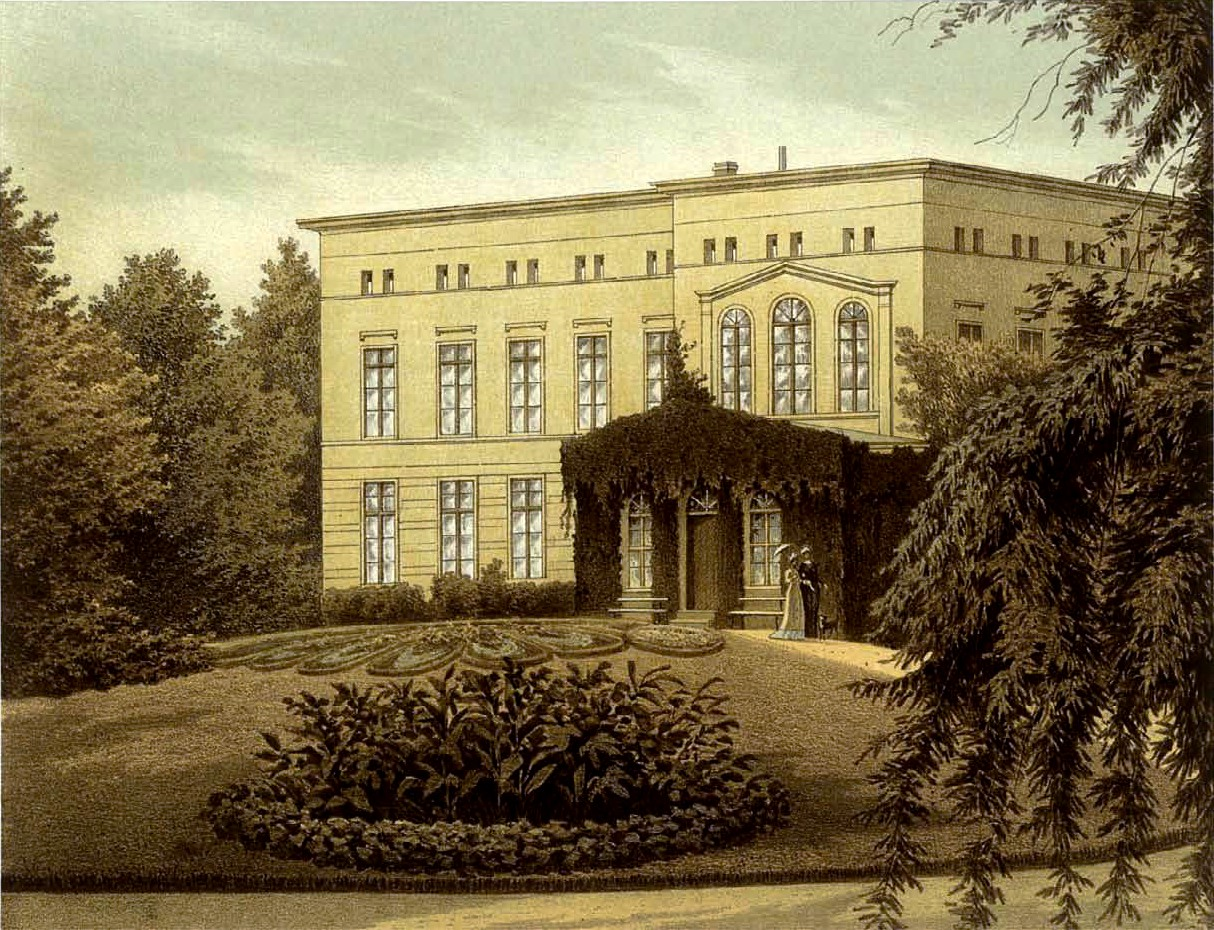
Rittergut Sandow, Sammlung Alexander Duncker

## Geographie
Das Kirchdorf liegt in Hinterpommern, etwa 55 Kilometer südlich von Stettin, 30 Kilometer südöstlich der Stadt Stargard, acht Kilometer westlich von Choszczno (Arnswalde) und sechs Kilometer südöstlich von Dolice (Dölitz).

## Geschichte

Sandow, südsüdöstlich des Stettiner Haffs und der Stadt Stettin, südöstlich der Stadt Stargard (Stargardt), rechts der Faulen Ihna (Fuhle Ihne fluvius), auf der Lubinschen Karte von 1618 (Ausschnitt)

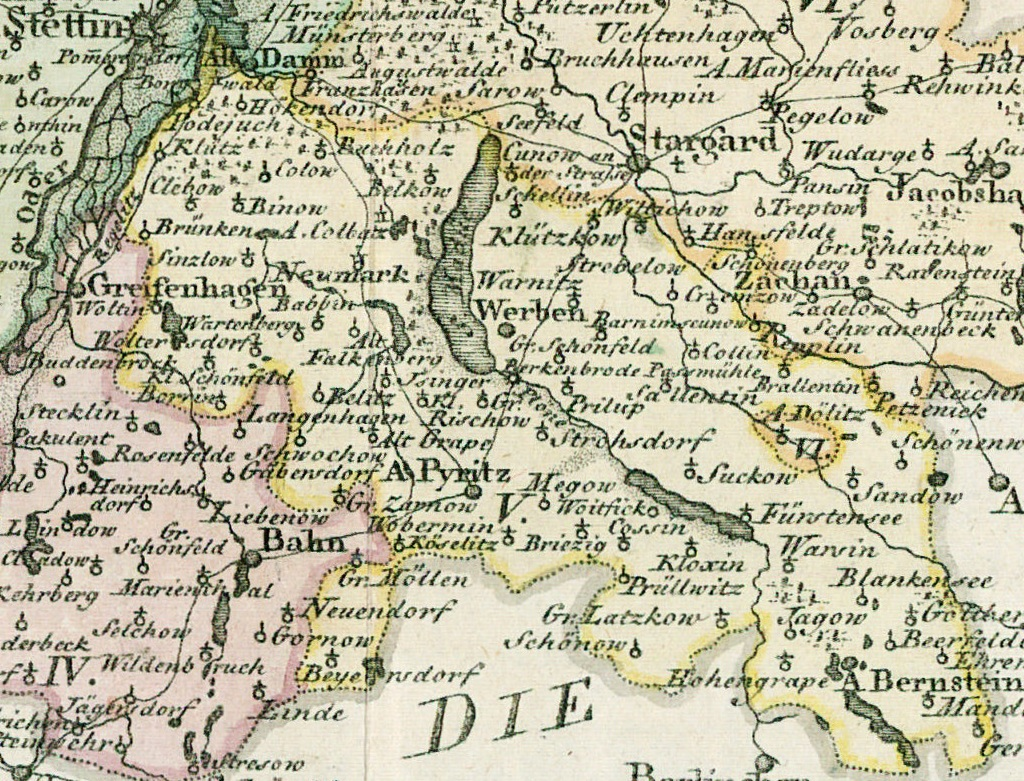
Kirchdorf Sandow, östlich der Stadt Pyritz und südöstlich von Dölitz auf einer Landkarte des 18. Jahrhunderts

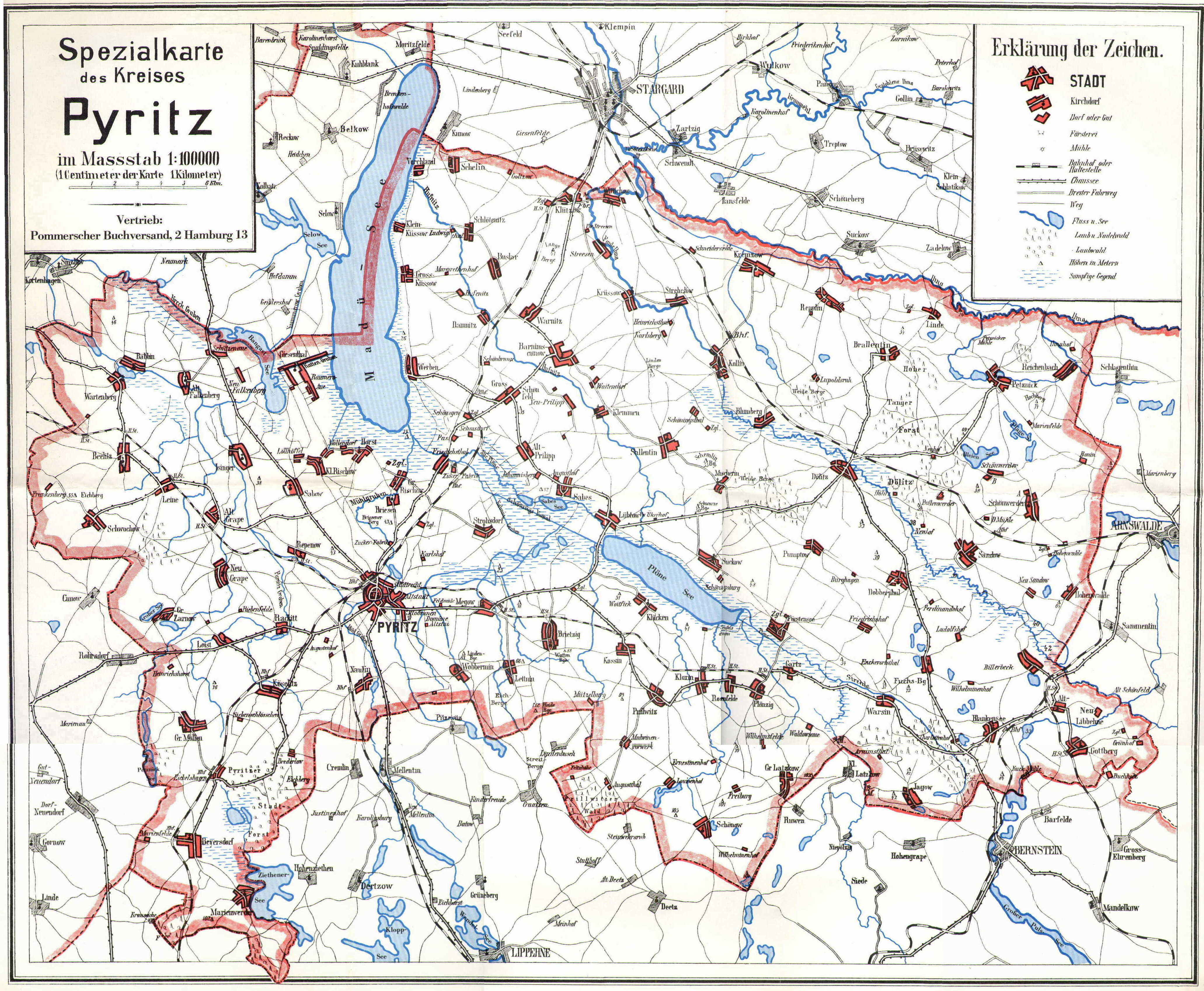
Sandow, östlich des Plönesees (poln. Jezioro Płoń) und südöstlich von Dölitz, auf einer Landkarte von 1933

Das Dorf und Gut Sandow war in älterer Zeit ein Afterlehen der Familie Wedel auf Freienwalde, von der es deren Untervasallen aus der Familie Kremzow seit mindestens dem 15. Jahrhundert als Lehnsnehmer empfangen hatten. Nachdem der Hauptmann Jürgen Bernd von Kremzow drei Anteile des ursprünglich aus vier Anteilen bestehenden Gutsbezirks seinem einzigen Sohn, dem Major Joachim Bernd von Kremzow, vererbt hatte, erwarb letzterer 1751 den vierten Teil und hinterließ das ganze Gut seinem Sohn Friedrich August Moritz Karl von Kremzow, woraufhin es bei der öffentlichen Versteigerung am 24. März 1786 für das Meistgebot von 25.675 Talern in das Privateigentum des Landschaftsrats und Johanniter-Ordensritters Lupold Christoph von Wedel überging. Nach dem Tod des Landschaftsrats überließ dessen Erbengemeinschaft das Gut durch einen Kaufvertrag vom 4. Dezember 1804 dem Paul Friedlich August von Glasenapp für 71.000 Taler als Privateigentum. 1819 erwarb der Rittmeister von Schlieffen-Soltikow († 1844) das Gut Sandow. Dessen Erben einigten sich in einem Vertrag vom 28. August 1846 darauf, dass dessen noch minderjährige Tochter Charlotte Virginie, Gemahlin  des Leo von Schlieffen, das Rittergut für den Preis von 125.000 Talern als Alleineigentum erhielt. Ihr Ehemann hatte die Gutsverwaltung bereits 1845 übernommen. 
Als Besitzer des 1338 Morgen umfassenden Fideikommiss-Ritterguts Sandow, mit zugehörigem Vorwerk Neu-Sandow, einer Stärkefabrik und einem Sägewerk, wurde im Güter-Adressbuch von 1914 Sohn Adolph Graf von Schlieffen (* 1841; † 1916), Kammerherr und Landrat a. D. des Kreises Pyritz, angegeben. Nacherbe wurde der Sohn, der Jurist und Rittmeister Alexander (Axel) Leo Carl Heinrich Maximilian (* 1882; † 1918), liiert mit Elisabeth Gräfin von der Goltz. 
Um 1930 hatte Sandow zwei Wohnplätze:
- Neu Sandow
- Sandow

Letzter Gutseigentümer war Hans-Heinrich Graf Schlieffen (* 1913; † 1944), Leutnant im elitären Infanterie-Regiment 9 Potsdam.
Im Jahr 1945 gehörte Sandow zum Landkreis Pyritz im Regierungsbezirk Stettin der preußischen Provinz Pommern des Deutschen Reichs. Sandow war Sitz des Amtsbezirks Sandow. 
Gegen Ende des Zweiten Weltkriegs wurde die Region von der Roten Armee besetzt. Nach Einstellung der Kampfhandlungen wurde Sandow zusammen mit ganz Hinterpommern , jedoch ohne die militärischen Sperrgebiete, seitens der sowjetischen Besatzungsmacht der Volksrepublik Polen zur Verwaltung überlassen. Anschließend wanderten Polen zu. Sandow wurde nun unter der Ortsbezeichnung „Sądów“ verwaltet. In der Folgezeit wurde die einheimische Bevölkerung von der polnischen Administration aus Sandow vertrieben.

### Demographie
| Jahr | Einwohner | Anmerkungen |
| ---- | --------- | --- |
| 1782 | –         | 48 Feuerstellen (Haushaltungen) |
| 1818 | 262       | Dorf, mit Windmühle, Ziegelei, Vorwerk Neu-Sandow und Mutterkirche; davon 253 im Dorf und neun Einwohner auf dem Vorwerk                                                                          |
| 1852 | 453       | davon 400 Einwohner im Dorf und 53 Einwohner auf dem Vorwerk Neu-Sandow |
| 1864 | 428       | am 3. Dezember, davon 106 im Gemeindebezirk (auf einer Gemarkungsfläche von 787 Morgen in zehn Wohngebäuden) und 322 im Gutsbezirk auf einer Gemarkungsfläche von 5312 Morgen in 38 Wohngebäuden) |
| 1867 | 417       | davon 91 im Gemeindebezirk und 326 im Gutsbezirk |
| 1871 | 404       | davon 98 (96 Evangelische und zwei Katholiken) im Gemeindebezirk sowie 306 (sämtlich Evangelische) im Gutsbezirk (                                                                                |
| 1890 | 408       | davon 402 Evangelische, fünf Katholiken und ein sonstiger Christ |
| 1910 | 477       | am 1. Dezember, davon 61 im Gemeindebezirk und 416 Im Gutsbezirk |
| 1925 | 521       | darunter 426 Evangelische und 95 Katholiken |
| 1933 | 497       | [ 14 ] |
| 1939 | 494       | [ 14 ] |

### Kirchspiel
Das evangelische Kirchspiel der Mutterkirche mit der Filiale Hohenwalde gehörte früher zur Synode Werben.

## Persönlichkeiten

### Söhne und Töchter des Ortes
- Johannes Vogel (1873–1933), deutscher evangelischer Geistlicher
- Hans Meinhold (1888–1968), deutscher evangelischer Geistlicher und niederdeutscher Schriftsteller

### Mit dem Ort verbunden
- Adolph Graf von Schlieffen, Landrat des Kreises Pyritz, war Fideikommissbesitzer in Sandow